# 海島型經濟體
海島型經濟體 
相對於大陸型經濟體，幅員有限且相對缺乏自然資源。
因而仰賴出口貿易與進口資源
海島經濟體往往會與其他經濟體形成生產供應鏈，相關國家，特別是一些小國家，都會依附在這個生產供應鏈中，
並且通過這個供應鏈進入全球市場；
其中受到供應鏈中大陸形經濟體，對於商品的需求或供給變化，而影響相關商品或產品的價格波動；
也更容易受到世界資金的流動方向影響。